# Jan Kiernoski
Jan Kiernoski herbu Junosza (zm. w 1504 roku) – kanonik uniejowski w 1499 roku, kanonik gnieźnieński w latach 1490–1504, notariusz kancelarii królewskiej w 1485 roku.